# William L. DeAndrea
William L. DeAndrea, né le 13 juillet 1951 à Port Chester, dans l'État de New York, et mort le 9 novembre 1996, est un écrivain américain, auteur de roman policier et de roman d'espionnage. Ses écrits ne sont pas traduits en français.

## Biographie
Il suit les cours de l'université de Syracuse et obtient un baccalauréat en 1974. Pendant ses études, de 1969 à 1970, il travaille comme reporter pour le Westchester-Rockland Journal News. De 1975 à 1976, il est ouvrier à l'usine Electrolux de Old Greenwich, au Connecticut. Après cette date, il décide de se consacrer à l'écriture.
Il débute comme romancier en 1978 et obtient pour ses débuts le Prix Edgar-Allan-Poe du meilleur premier roman en 1979. Au cours des années 1980 et 1990, il signe plusieurs romans policiers et thrillers. Il s'aventure également vers le roman d'espionnage avec la série consacrée à Clifford Driscoll.
DeAndrea est l'un des trois auteurs à avoir reçu trois Edgars dans trois catégories différentes, les deux autres auteurs étant Joe Gores et Donald E. Westlake. Il fut marié à la romancière Jane Haddam.
Il décède prématurément à l'âge de 44 ans.

## Œuvre

### Romans

#### SérieThe Matt Cobb Mysteries
- Killed in the Ratings (1978)
- Killed in the Act (1981)
- Killed With a Passion (1983)
- Killed on the Ice (1984)
- Killed in Paradise (1988)
- Killed on the Rocks (1990)
- Killed in Fringe Time (1994)
- Killed in the Fog (1996)

#### SérieNiccolo Benedetti
- The Hog Murders (1979)
- The Manx Murders (1992)
- The Werewolf Murders (1994)

#### SérieClifford Driscoll
- Azrael (1987)
- Cronus (1984)
- Snark (1985)
- Azrael (1987)
- Atropos (1990)

#### SérieLobo Blacke et Quinn Booker
- Written in Fire (1995)
- The Fatal Elixir (1997)

#### Autres romans
- The Lunatic Fringe (1980)
- Five O'Clock Lightning (1982)
- Unholy Moses (1985) (sous le nom de plume de Philip DeGrave)
- Keep the Baby Faith (1986) (sous le nom de plume de Philip DeGrave)
- Keep the Baby, Faith (1988)
- When Dinosaurs Ruled the Basement (1995) (avec Matthew DeAndrea)
- The Night of the Living Yogurt (1996) (avec Matthew DeAndrea)
- The Pizza That Time Forgot (1999) (avec Matthew DeAndrea)

### Nouvelles

#### SérieThe Matt Cobb Mysteries
- Snowy Reception (1979)
- Killed Top to Bottom (1989)

### Essai
- Encyclopedia Mysteriosa: A Comprehensive Guide to the Art of Detection in Print, Film, Radio, and Television (1994, réédition 1997)

## Prix et distinctions notables
- Prix Edgar-Allan-Poe du meilleur premier roman en 1979 pour Killed in the Ratings.
- Prix Edgar-Allan-Poe du meilleur livre de poche original en 1980 pour The Hog Murders.
- Prix Edgar-Allan-Poe du meilleur essai en 1994 pour Encyclopedia Mysteriosa.

## Sources
- (en) John M. Reilly (Ed.), Twentieth-century crime and mystery writers, New York, St. Martin's Press, coll. « Twentieth-century writers of the English language », 1982 (réimpr. 1991), 2e éd., 1568 p. (ISBN 978-0-312-82417-4, OCLC 6688156), p. 250-251.